# Praia das Plancas
A Praia das Plancas é uma praia do Arquipélago de São Tomé e Príncipe, localiza-se a Oeste da ilha de São Tomé entre o a Praia da Mutamba e a Praia Grande.